# Villers-Chief
Villers-Chief település Franciaországban, Doubs megyében. Lakosainak száma 142 fő (2022. január 1.). Villers-Chief Vellerot-lès-Vercel, Bremondans, Domprel, Épenouse, Eysson, Germéfontaine és Villers-la-Combe községekkel határos.

## Népesség
A település népessége az elmúlt években az alábbi módon változott:
| Lakosok száma | 141  | 112  | 109  | 114  | 110  | 120  | 123  | 126  | 131  | 142  |
|               | 1968 | 1982 | 1990 | 2006 | 2013 | 2015 | 2017 | 2019 | 2020 | 2022 |